# Wolfgang Thiele (Fußballspieler)
Wolfgang „Schecko“ Thiele (* 4. April 1951; † 7. November 2021 in Hameln) war ein deutscher Fußballspieler. In seiner Karriere absolvierte er ein Bundesligaspiel für Hannover 96.

## Karriere
1964 wechselte Thiele von Letter 04 in die Jugend von Hannover 96. Im Jahr 1968 (anderen Quellen zufolge 1971) wechselte Thiele zum Fußball-Bundesligisten Hannover 96. Dort gab er in der Saison 1971/72 am 33. Spieltag bei der 1:3-Auswärtsniederlage gegen Eintracht Frankfurt sein Bundesligadebüt, als er in der 67. Spielminute für Peter Anders eingewechselt wurde. Hannover beendete die Saison auf Platz 16. Zwischen 1971 und 1974 spielte er für die Amateurmannschaft von Hannover 96, die in der Verbandsliga Niedersachsen spielte. 1974 wechselte er zur SpVgg Preußen Hameln in die Oberliga Nord, wo er in acht Jahren 192 Spiele absolvierte. Dabei konnte er sieben Tore erzielen. 1979 war er dort kurzzeitig als Spielertrainer tätig.
Er arbeitete noch als Hausmeister im Vereinsheim von Preußen Hameln, wo er auch mit Frau und Sohn wohnte. Am 7. November 2021 starb Thiele im Alter von 70 Jahren in Hameln.